# Zagroda Minowa Morza Północnego

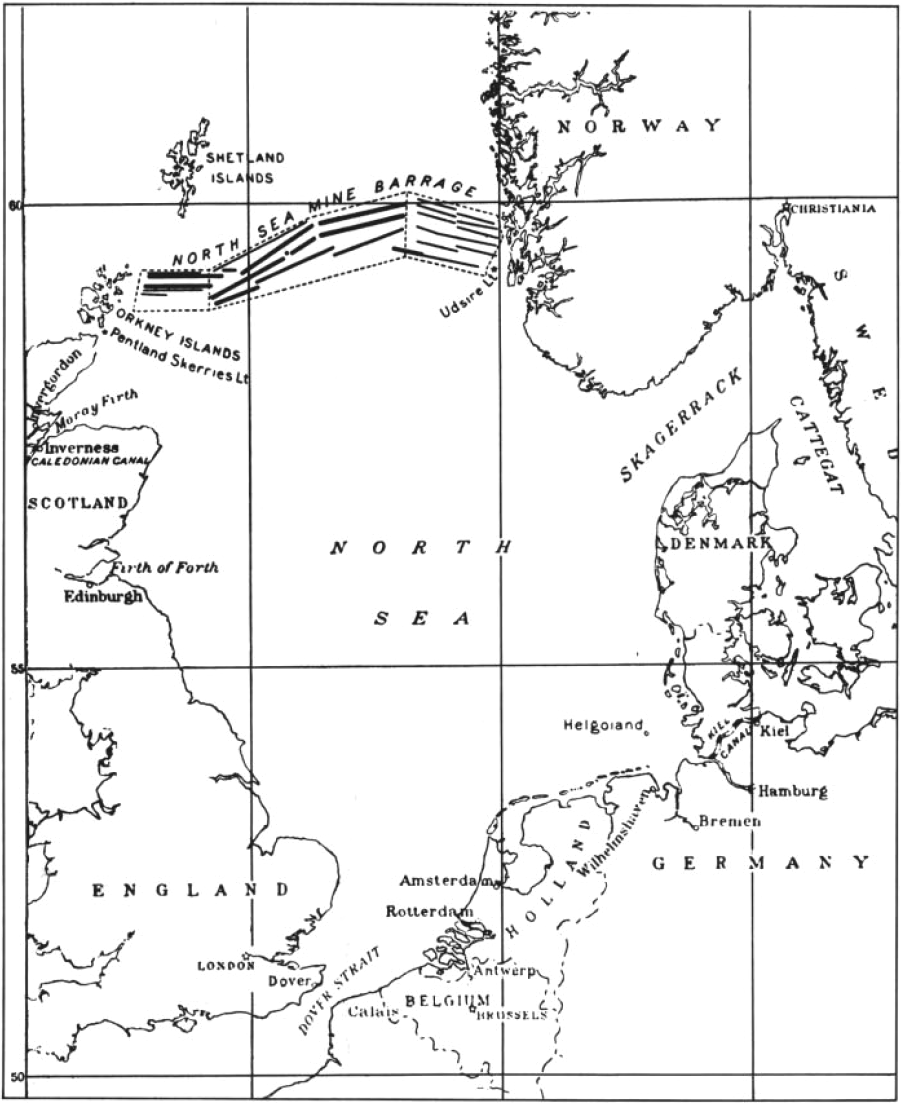
Zagroda Minowa Morza Północnego

Zagroda Minowa Morza Północnego (ang. North Sea Mine Barrage), znana również pod nazwą Zagroda Północna (ang. Northern Barrage) – rozległa zagroda minowa postawiona podczas I wojny światowej przez United States Navy (z pomocą brytyjskiej Royal Navy) na Morzu Północnym, pomiędzy Szkocją a Norwegią. Jej celem było utrudnianie przemieszczania się niemieckich U-Bootów.

## Idea powstania
Pomysł stworzenia zagrody minowej przecinającej Morze Północne został przedstawiony w lecie 1916 roku przez brytyjskiego admirała Reginalda Bacona i został zaakceptowany do zrealizowania  5 września 1917 roku podczas Konferencji Alianckich Marynarek Wojennych. Royal Navy, a w szczególności Pierwszy Lord Morski Admiralicji David Beatty, bardzo sceptycznie odnieśli się do tego pomysłu, argumentując to ogromną skalą logistyczną i materiałową takiego przedsięwzięcia. Stany Zjednoczone były o wiele bardziej entuzjastycznie nastawione, ponieważ straty zadawane transportowi transatlantyckiemu przez U-Booty były ich głównym zmartwieniem, a plan zapory pozwalał na ich znaczne zmniejszenie.

## Zadanie zagrody
Celem zagrody było uniemożliwienie U-Bootom operowanie na północnym Atlantyku i atakowanie alianckiej żeglugi. Podobna zagroda została już postawiona w poprzek kanału La Manche, co spowodowało, że niemieckie okręty podwodne obierały dłuższą drogę, opływając od północy Szkocję. Zagroda Minowa Morza Północnego miała na celu zamknięcie również tej alternatywnej trasy i znaczne utrudnienie dla U-Bootów w pozyskiwaniu zaopatrzenia.

## Stawianie pola minowego
W październiku 1917 roku US Navy ogłosiła przetarg na dostarczenie 100 000 min potrzebnych do rozłożenia zagrody o szerokości 370 km i sięgającej głębokości 61 m. Użyte zostały dopiero co wynalezione w lipcu 1917 roku kotwiczne miny antenowe. Skala operacji była tak duża, że do przymocowania min do dna morskiego potrzeba było 24 000 000 metrów stalowych lin. Cała operacja była nękana problemami technicznymi i opóźnieniami, które spowodowały, że ostatnie miny zostały postawione dopiero 26 października 1918 (tuż przed końcem wojny).
Projekt zagrody minowej zakładał, że teoretyczna szansa wejścia na minę wynosiła 66% w przypadku wynurzonego U-Boota i 33% w przypadku zanurzonego. W praktyce te szanse zostały ocenione na bliższe 20% przy wynurzonym okręcie i 10% przy zanurzonym.

## Sukces zagrody
Ponieważ ostatnie miny zostały postawione dopiero na kilka dni przed końcem I wojny światowej, jest praktycznie niemożliwe, aby oszacować skuteczność tego planu. Wiadomo na pewno, że 3 U-Booty zostały zatopione na zagrodzie (U-92, U-102 oraz UB-123) i kolejne 3 przypuszczalnie. Przy takim założeniu koszt zatopienia jednego U-Boota wyniósł około 13 milionów dolarów amerykańskich. Usuwanie zapory po wojnie zajęło 5 miesięcy i wymagało nieprzerwanej pracy 82 okrętów.